# Michelle Branch

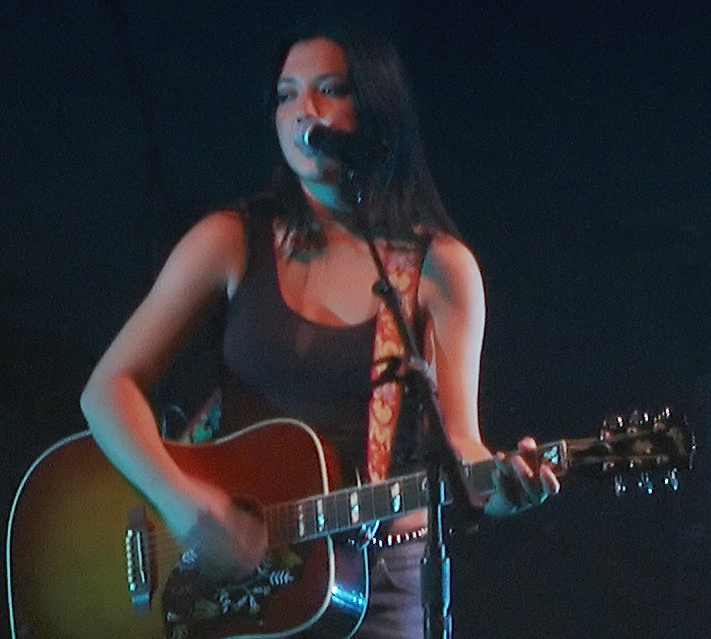
Michelle Branch live (2003)

Michelle Jacquet DeSevren Branch (* 2. Juli 1983 in Flagstaff, Arizona) ist eine US-amerikanische Sängerin, Songwriterin und Gitarristin.

## Biografie

### Leben
Michelle erhielt ihren Namen nach dem gleichnamigen Lied der Beatles. Ihre Vorfahren stammen aus Irland, Frankreich, den Niederlanden und Niederländisch-Indien/Indonesien. Sie hat einen älteren Bruder, David, und eine jüngere Schwester, Nicole. Neben ihrer Muttersprache Englisch spricht sie auch gut Französisch. Branch besuchte die High School in Red Rock, brach den Schulbesuch aber ab und widmete sich ganz ihrer Karriere als Songwriterin.
Seit dem 24. Mai 2004 ist sie mit dem Bassisten Teddy Landau, Bruder des bekannten Gitarristen Michael Landau, verheiratet. Mit diesem hat sie eine Tochter (* 2005).

### Karriere
Nachdem sie mit Broken Bracelet ein selbstproduziertes Album mit eigenen Songs herausgebracht hatte, erhielt sie mit 17 Jahren einen Vertrag bei Maverick Records. Ihr erster großer Hit war Everywhere (2001), gefolgt vom Song All You Wanted, die beide auf ihrem Debüt-Album The Spirit Room veröffentlicht wurden. 2002 sang sie The Game of Love, ein Duett mit Carlos Santana. Der Song wurde 2003 mit einem Grammy als bestes Pop-Duett prämiert. Im gleichen Jahr veröffentlichte sie ihr zweites Album Hotel Paper, das in die Top 20 der Billboard-Single-Charts gelangte.
Ihre Songs komponiert und schreibt sie selbst oder ist zumindest als Co-Komponistin daran beteiligt. Als musikalische Einflüsse nennt sie Künstler wie The Beatles, Led Zeppelin, Patty Griffin, Queen, Aerosmith, Cat Stevens und Joni Mitchell. Sie spielt mehrere Instrumente, darunter Cello, Gitarre, Akkordeon, Mandoline, Mundharmonika, Schlagzeug und Klavier.
Mit ihrer ehemaligen Backgroundsängerin und Freundin Jessica Harp gründet sie das Country-Pop-Duo The Wreckers. Ihr erster gemeinsamer Song erschien in der amerikanischen Soap One Tree Hill, welchen sie am 8. Februar 2005 dort aufführten. Danach schloss sich das Duo, zusammen mit Gavin DeGraw, Tyler Hilton, und Bethany Joy Lenz, an der One Tree Hill Tour an und tourten wochenlang durch die USA, jedoch ohne vorher ein Album veröffentlicht zu haben.
In der Fernsehserie Buffy – Im Bann der Dämonen sang sie in der 8. Folge der 6. Staffel am Ende ihren Song Goodbye to You, ebenso in der 12. Folge der 5. Staffel bei Charmed – Zauberhafte Hexen.
Im Sommer 2009 erschien ihre Single Sooner or Later, mit der sie nach längerer Zeit wieder in die Charts zurückkehrte. Das neue Album Everything Comes and Goes wurde am 19. Juli 2010 als Extended Play mit sechs Liedern in den USA veröffentlicht.
Am 14. Juni 2011 wurde die neue Single Loud Music in den Vereinigten Staaten veröffentlicht. Die dazugehörige EP mit sechs Titeln erschien im August desselben Jahres. Michelle Branch kündigte an, dass darauf mehr experimentellere Stücke, u. a. mit Synthesizer, zu finden seien als auf ihren bisherigen Alben. Im Sommer 2011 unternahm sie damit eine Tour durch die Vereinigten Staaten.
In den folgenden Jahren schrieb sie weiter Songs, etwa City im Jahr 2012, den sie im Nachhinein als vorausschauend für den weiteren Verlauf ihrer Karriere bezeichnete. Über eine längere Zeit veröffentlichte sie aber keine neuen Aufnahmen und unternahm keine Tourneen. Im Juni 2015 unterzeichnete sie einen neuen Vertrag bei Verve Records und arbeitete mit Patrick Carney von The Black Keys und Gus Seyffert in dessen Studio. Anfang 2017 erschienen die ersten beiden Singles Hopeless Romantic und Best You Ever, denen im April das Album Hopeless Romantic folgte. Im Juli und August desselben Jahres ging sie mit dem neuen Repertoire in den USA auf Tournee. Seit den Arbeiten an Hopeless Romantic sind Michelle Branch und Patrick Carney auch privat ein Paar.

## Diskografie

### Studioalben
| Jahr | Titel                  | Höchstplatzierung, Gesamtwochen, AuszeichnungChartplatzierungen (Jahr, Titel, Platzierungen, Wochen, Auszeichnungen, Anmerkungen) | Höchstplatzierung, Gesamtwochen, AuszeichnungChartplatzierungen (Jahr, Titel, Platzierungen, Wochen, Auszeichnungen, Anmerkungen) | Höchstplatzierung, Gesamtwochen, AuszeichnungChartplatzierungen (Jahr, Titel, Platzierungen, Wochen, Auszeichnungen, Anmerkungen) | Höchstplatzierung, Gesamtwochen, AuszeichnungChartplatzierungen (Jahr, Titel, Platzierungen, Wochen, Auszeichnungen, Anmerkungen) | Anmerkungen                                               |
| Jahr | Titel                  | DE | CH | UK | US | Anmerkungen                                               |
| ---- | ---------------------- | --- | --- | --- | --- | --------------------------------------------------------- |
| 2000 | Broken Bracelet        | — | — | — | — | Erstveröffentlichung: 1. Juni 2000                        |
| 2001 | The Spirit Room        | DE75 (3 Wo.)DE | CH45 (11 Wo.)CH | UK54 Silber · (5 Wo.)UK | US28 ×2Doppelplatin · (86 Wo.)US                                                                                                  | Erstveröffentlichung: 31. Juli 2001                       |
| 2003 | Hotel Paper            | DE43 (3 Wo.)DE | CH34 (12 Wo.)CH | UK35 (4 Wo.)UK | US2 Platin · (33 Wo.)US | Erstveröffentlichung: 21. Juni 2003 Verkäufe: + 1.185.000 |
| 2017 | Hopeless Romantic      | — | — | — | US143 (1 Wo.)US | Erstveröffentlichung: 7. April 2017                       |
| 2022 | The Trouble with Fever | — | — | — | — | Erstveröffentlichung: 16. September 2022                  |

### EPs
- 2010: Everything Comes and Goes
- 2011: The Loud Music Hits EP

### Singles als Leadmusikerin
| Jahr | Titel Album                               | Höchstplatzierung, Gesamtwochen, AuszeichnungChartplatzierungen (Jahr, Titel, Album, Platzierungen, Wochen, Auszeichnungen, Anmerkungen) | Höchstplatzierung, Gesamtwochen, AuszeichnungChartplatzierungen (Jahr, Titel, Album, Platzierungen, Wochen, Auszeichnungen, Anmerkungen) | Höchstplatzierung, Gesamtwochen, AuszeichnungChartplatzierungen (Jahr, Titel, Album, Platzierungen, Wochen, Auszeichnungen, Anmerkungen) | Höchstplatzierung, Gesamtwochen, AuszeichnungChartplatzierungen (Jahr, Titel, Album, Platzierungen, Wochen, Auszeichnungen, Anmerkungen) | Anmerkungen                            |
| Jahr | Titel Album                               | DE | CH | UK | US | Anmerkungen                            |
| ---- | ----------------------------------------- | --- | --- | --- | --- | -------------------------------------- |
| 2001 | Everywhere The Spirit Room                | DE90 (3 Wo.)DE | CH46 (22 Wo.)CH | UK18 (6 Wo.)UK | US12 (20 Wo.)US | Erstveröffentlichung: 17. Juli 2001    |
| 2001 | All You Wanted The Spirit Room            | DE91 (3 Wo.)DE | — | UK33 (2 Wo.)UK | US6 (28 Wo.)US | Erstveröffentlichung: 28. Oktober 2001 |
| 2002 | Goodbye to You The Spirit Room            | — | — | — | US21 (20 Wo.)US | Erstveröffentlichung: 20. August 2002  |
| 2003 | Are You Happy Now? Hotel Paper            | — | — | UK31 (2 Wo.)UK | US16 (20 Wo.)US | Erstveröffentlichung: 26. Mai 2003     |
| 2003 | Breathe Hotel Paper                       | — | — | — | US36 (18 Wo.)US | Erstveröffentlichung: 1. August 2003   |
| 2009 | Sooner or Later Everything Comes and Goes | — | — | — | US93 (1 Wo.)US | Erstveröffentlichung: 29. Juni 2009    |

Weitere Singles
- 2004: Til I Get Over You
- 2010: Getaway (feat. Timbaland)
- 2011: Loud Music
- 2017: Hopeless Romantic
- 2022: I`m a Man

### Singles als Gastmusikerin
| Jahr | Titel Album                   | Höchstplatzierung, Gesamtwochen, AuszeichnungChartplatzierungen (Jahr, Titel, Album, Platzierungen, Wochen, Auszeichnungen, Anmerkungen) | Höchstplatzierung, Gesamtwochen, AuszeichnungChartplatzierungen (Jahr, Titel, Album, Platzierungen, Wochen, Auszeichnungen, Anmerkungen) | Höchstplatzierung, Gesamtwochen, AuszeichnungChartplatzierungen (Jahr, Titel, Album, Platzierungen, Wochen, Auszeichnungen, Anmerkungen) | Höchstplatzierung, Gesamtwochen, AuszeichnungChartplatzierungen (Jahr, Titel, Album, Platzierungen, Wochen, Auszeichnungen, Anmerkungen) | Höchstplatzierung, Gesamtwochen, AuszeichnungChartplatzierungen (Jahr, Titel, Album, Platzierungen, Wochen, Auszeichnungen, Anmerkungen) | Anmerkungen                                                                                |
| Jahr | Titel Album                   | DE | AT | CH | UK | US | Anmerkungen                                                                                |
| ---- | ----------------------------- | --- | --- | --- | --- | --- | ------------------------------------------------------------------------------------------ |
| 2002 | The Game of Love Shaman       | DE46 (9 Wo.)DE | AT51 (13 Wo.)AT | CH20 (21 Wo.)CH | UK16 (9 Wo.)UK | US5 (37 Wo.)US | Erstveröffentlichung: 17. September 2002 Carlos Santana feat. Michelle Branch              |
| 2005 | I’m Feeling You All That I Am | — | — | — | — | US55 (8 Wo.)US | Erstveröffentlichung: 20. Oktober 2005 Carlos Santana feat. Michelle Branch & The Wreckers |

## Auszeichnungen für Musikverkäufe
| Goldene Schallplatte - Australien - 2002: für das Album The Spirit Room - 2003: für die Single The Game of Love - 2004: für das Album Hotel Paper - Japan - 2003: für das Album Hotel Paper - Kanada - 2003: für das Album Hotel Paper - 2003: für das Album The Spirit Room - Vereinigte Staaten - 2008: für die Autorenbeteiligung Leave the Pieces (The Wreckers) | Platin-Schallplatte - Japan - 2002: für das Album The Spirit Room |

Anmerkung: Auszeichnungen in Ländern aus den Charttabellen bzw. Chartboxen sind in ebendiesen zu finden.
| Land/RegionAuszeichnungen für Musikverkäufe (Land/Region, Auszeichnungen, Verkäufe, Quellen) | Silber  | Gold     | Platin     | Verkäufe  | Quellen         |
| -------------------------------------------------------------------------------------------- | ------- | -------- | ---------- | --------- | --------------- |
| Australien (ARIA)                                                                            | —       | 3× Gold3 | —          | 105.000   | aria.com.au     |
| Japan (RIAJ)                                                                                 | —       | Gold1    | Platin1    | 300.000   | riaj.or.jp      |
| Kanada (MC)                                                                                  | —       | 2× Gold2 | —          | 100.000   | musiccanada.com |
| Vereinigte Staaten (RIAA)                                                                    | —       | Gold1    | 3× Platin3 | 3.500.000 | riaa.com        |
| Vereinigtes Königreich (BPI)                                                                 | Silber1 | —        | —          | 60.000    | bpi.co.uk       |
| Insgesamt                                                                                    | Silber1 | 7× Gold7 | 4× Platin4 |           |                 |

## Auszeichnungen
- MTV Video Music Award (2002) – Viewer’s Choice für das Lied Everywhere
- Grammy (2003) – Bestes Pop-Duett mit Carlos Santana für The Game Of Love